# Titus Groan
Titus Groan war eine britische vierköpfige Progressive-Rock-Band, die sich nach einer Figur von Autor Mervyn Peake benannte.

## Wirken
Der Gitarrist und Keyboarder Stewart Cowell, der auch die Gesangsteile übernahm, und Saxofonist/Flötist/Oboist Tony Priestland, der mit seinen – zur damaligen Zeit in der Rockmusik noch ungewöhnlichen, aber dennoch bereits von mehreren Bands (u. a. Jethro Tull, Steamhammer, Blodwyn Pig) eingesetzten – Blasinstrumenten den Gruppensound in hohem Maße bestimmte, veröffentlichten mit Jim Toomey am Schlagzeug und John Lee am Bass 1970 ein eher wenig kreatives Album, das durchaus auch das Problem von eher schwachem Songmaterial zeigte. Auch eine Single mit drei Liedern erschien, doch löste sich die Band bald wieder auf.
Der Schlagzeuger Jim Toomey spielte in späteren Jahren bei The Tourists; die übrigen Bandmitglieder verfolgten keine weiteren musikalischen Engagements.

## Film
Die Band ist mit dem Song Can't Find the Words to Say im Film Permissive (1970) von Lindsay Shonteff zu sehen und auf dem zugehörigen Soundtrack zu hören.

## Diskografie
Alben:
- 1970: Titus Groan (LP; Dawn Records )[2]
weitere Versionen:

- Janus Records  (1970; LP)
- See For Miles Records  (1989; CD/LP Titus Groan … plus)
- Si-Wan Records  (1995; CD)
- Get Back  (2000; LP)
- Victor  (2001; CD)
- Breathless Records  (2005; CD)
- Second Life  (2005; CD)
- Strange Days Records  (2007; CD)
- Orange  (2007; CD)
- Esoteric Recordings / Cherry Red Records  (2010; CD)
- Lost Century Records  (2013; CD)

Singles:
- 1970: Open the Door Homer (Maxi-Single, Dawn Records )

Kompilationsbeiträge:
- 1971: Open The Door Homer auf Think! Pop Progress '71 (Ariola )[8]
- 1971: Open the Door Homer und It Wasn’t for You auf Dawn Now Rock Jazz Series (Dawn Records )[9]
- 1999: It Wasn't For You auf Dawn – The Sampler (Dawn Records )[10]
- 1999: Open The Door Homer auf The Dawn Anthology (Castle Music )[11]
- 2000: Open The Door Homer auf Dawn Singles (Castle Music / Sanctuary Records )[12]
- 2001: Open The Door Homer auf It Ain't Me Babe – The Songs Of Bob Dylan (Sanctuary Records )[13]
- 2009: I Can't Change auf Maximum Prog (Past & Present )[14]
- 2010: Hall of Bright Carvings auf Cave of Clear Light: The Pye and Dawn Records Underground Trip 1967–1975 (Esoteric Recordings )[15]

## Sonstiges
Der Song Hall of bright Carvings (1970) geht fast 12 Minuten und wurde wegen der Überlänge auch in der Radio-Eins-Sendung Die Lange Rille gespielt.